# Chasing Pavements
A Chasing Pavements Adele angol énekes-dalszerző dala a 19 című debütáló stúdióalbumáról (2008). A dalt Adele írta producerével, Francis "Eg" White-tal, és 2008. január 14-én jelent meg az album második kislemezeként. Szövege arról szól, hogy megkérdőjelezzük, hogy tovább hajszoljunk-e valamit, ami nem vezet sehova. Adele-t egy idősebb férfival való nyilvános vita és az azt követő szakítás inspirálta a dal megírására.

## Háttér és kiadás
A dalt egy vita ihlette egy klubban Adele és korábbi barátja között, aki állítólag egy idősebb férfi volt, tekintve, hogy Adele akkoriban 19 éves volt. Az Elle-nek adott interjújában részletezte az eseményt, és azt, hogy ebből született a dal: A barátjával egy klubban történt veszekedés során felpofozta a férfit, majd elfutott, és hátranézve látta, hogy senki sem követi őt. Ekkor ugrott be neki a „you’re chasing pavements” kifejezés, ami aztán megihlette a dal megírására. Adele a „Chasing pavements” kifejezést arra használja, hogy olyasmit hajkurásszon, ami nem vezet sehova, és saját szavaival úgy írja le a dalt, hogy a „feladjam, vagy csak próbáljak tovább futni utánad, amikor nincs ott semmi” érzésről szól. Az American Songwriternek adott interjújában azt mondta: „Ez az én reménykedésem egy olyan kapcsolat iránt, ami már nagyon is véget ért. Az a fajta kapcsolat, amit utálsz, amikor benne vagy, de hiányzik, amikor nem”. Maga a dal egy nap alatt íródott Francis "Eg" White brit zenész, énekes és dalszerző segítségével, és azonnal elküldték Adele lemezkiadójának.
A Chasing Pavements Adele 19 című albumának része, és az album második kislemeze volt. A dalt Franics "Eg" White-tal közösen írta. A dalt 2008. január 14-én adták ki a később, január 28-án megjelenő album második előfutáraként. Adele úgy jellemezte a dalt, mint „a karrierje kezdetét”, mert ez indította el a sztárság felé.

## Népszerűsítés
Adele Chasing Pavements című dalát második kislemezeként és 19 című albumának előfutáraként is népszerűsítették. Amikor az album megjelent, Adele egy brit lemezkiadóval, az XL Recordings-szal állt szerződésben, és ők népszerűsítették az albumot, segítve, hogy slágerré váljon. A Billboard szerint „a Radio 1 és a Radio 2 országos rádióállomások is nagy szerepet játszottak abban, hogy a dal a brit kislemezlistán a második helyig jutott”. A Chasing Pavements egyike volt annak a három dalnak az albumon, amelyhez videóklipet is készítettek, ami nagy figyelmet kapott, mivel az emberek megpróbálták megtalálni a mögötte rejlő jelentést.

## A kritikusok értékelései
A Chasing Pavements-t több zenekritikus is Adele egyik legjobb dalának tartja. Chuck Arnold a Billboardtól a második helyre sorolta a dalt diszkográfiájának rangsorában, Adele dalszerzői képességeit Carole Kinghez hasonlította, és megjegyezte, hogy a dal kifinomultsága messze meghaladja a korát. A Rolling Stone olvasói szavazásán, ahol a negyedik helyre került, Brittany Spanos úgy nyilatkozott, hogy ez nem olyan „zsigeri érzelmekkel teli”, mint Adele későbbi munkája, a 21 című második stúdióalbum, de „fantasztikus” korai ízelítő a képességeiből. Hasonlóképpen, Alexis Petridis a The Guardiantól az ötödik helyre sorolta a Chasing Pavements-et, és dicsérte a kifinomultságát, valamint azt, hogy a refrénben Adele énekhangjára helyezi a hangsúlyt. Jazz Monroe az NME-től a dalt Adele nyolcadik legjobbjaként sorolta fel, és azt mondta, hogy a nagy refrénje ellenére is nagyszerű, a hookját pedig grandiózusnak jellemezte. A Parade és az American Songwriter is a kilencedik helyre sorolta a dalt Adele legjobb dalainak listáján.

## Kereskedelmi teljesítmény
A Chasing Pavements elismerő kritikákat kapott, a kritikusok dicsérték a szöveget, a produkciót és Adele énekesi teljesítményét, és sokan az énekesnő legjobb dalai közé sorolták. A dal Norvégiában a slágerlisták élére került, és nyolc országban, köztük az Egyesült Királyságban is elérte a Top 10-et. A brit kislemezlistán a második helyen végzett, és a Brit Hanglemezgyártók Szövetsége (BPI) kétszeres platina minősítést adott neki. A hozzá készült videóklipet Mathew Cullen rendezte a Motion Theory produkciós cégtől. Az 51. Grammy-díjkiosztón a Chasing Pavements három jelölést kapott: megnyerte A legjobb női popénekes teljesítmény díját, valamint jelölték Az év felvétele és Az év dala kategóriában.
A Chasing Pavements a 2008. január 20-én kiadott UK Singles Chart második helyén debütált, ami a legmagasabb helyezése is volt egyben. A dal három egymást követő héten át maradt ezen a pozícióban, és 25 hétig szerepelt a listán. A dal a Canadian Hot 100-as listán a 28. helyet érte el. A Music Canada dupla platina minősítést adott neki. A Chasing Pavements a nemzeti lemezlisták top 10-es listáin is megfordult: Norvégiában az első, Skóciában a második, Izraelben és Japánban a negyedik, Írországban és Olaszországban a hetedik, Dániában a nyolcadik, Hollandiában a kilencedik, Belgiumban pedig a 10. helyen végzett.. A dal arany minősítést kapott Dániában, Olaszországban, és Norvégiában. Az amerikai Billboard Hot 100-as listán a dal a 21. helyen szerepelt. Az Amerikai Hanglemezgyártók Szövetsége (RIAA) platina minősítést adott a Chasing Pavements-nek, ami egymillió eladott példányt jelent, míg a Billboard szerint 2011 októberéig 1,2 millió példányban kelt el.

## Díjak és elismerések
A Chasing Pavements három jelölést kapott az 51. Grammy-díjátadón. A kislemez Az év felvétele, Az év dala és A legjobb női popénekes teljesítmény kategóriában kapott jelölést. Megnyerte A legjobb női popénekes teljesítményért járó Grammy-díjat, de Az év dala kategóriában alulmaradt a Coldplay Viva la Vida című dalával szemben, Az év felvétele kategóriában pedig Robert Plant és Alison Krauss közös munkájával, a Please Read the Letterrel szemben. Adele a Sugarlanddel közösen adta elő a Chasing Pavements című dalt a gálán.
| Év   | Szervezet              | Díj                                  | Eredmény | For.   |
| ---- | ---------------------- | ------------------------------------ | -------- | ------ |
| 2008 | MTV Video Music Awards | A legjobb koreográfia                | Jelölve  | [ 37 ] |
| 2008 | MTVU Woodie Awards     | Legjobb videó Woodie (Az év videója) | Jelölve  | [ 38 ] |
| 2009 | BMI London Awards      | Díjnyertes dal                       | Elnyerte | [ 39 ] |
| 2009 | Brit Awards            | Az év brit kislemeze                 | Jelölve  | [ 40 ] |
| 2009 | Grammy Awards          | Az év felvétele                      | Jelölve  | [ 41 ] |
| 2009 | Grammy Awards          | Az év dala                           | Jelölve  | [ 41 ] |
| 2009 | Grammy Awards          | A legjobb női popénekes teljesítmény | Elnyerte | [ 41 ] |

## Videóklip

### Összefoglalás

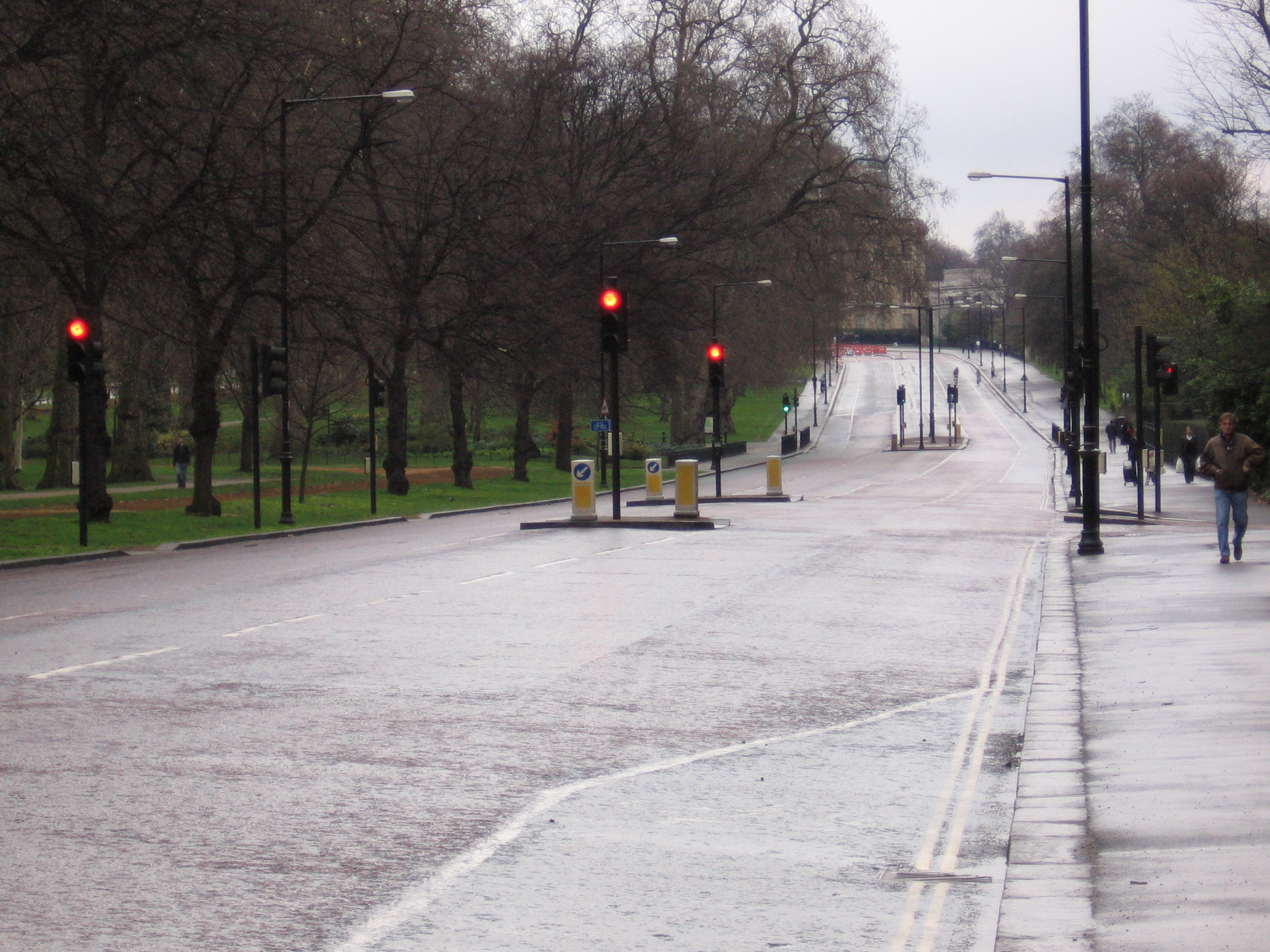
A londoni Hyde Park, ahol a baleset történt a videóklipben

A dal videóklipje egy autóbalesetet mutat be a londoni Hyde Parkban. Bár a klip Londonban játszódik, valójában Los Angelesben forgatták.. A videót Mathew Cullen rendezte.
Két nézőpontot mutat be: az egyikben a való világot, ahol a balesetet követően az autó utasai mozdulatlanul fekszenek a járdán, a másikban (a refrének alatt) pedig a kamera felülről mutatja őket. Az elején Adele látható, egy autóban egy férfi mellett. Énekel, mielőtt kiszáll az autóból, és elsétál egy csoport ember mellett, akik a baleset helyszíne felé futnak. Ezután egy fa mellett áll, és folytatja az éneklést, míg a végén az áldozatokat hordágyakon mutatják, akiket a mentőszolgálat munkatársai különböző irányokba tolnak el. Adele nem tartozik az autóbaleset áldozatai közé.
A második nézőpontban a pár madártávlatból látható, de mintha oldalnézetből vennék fel őket, és úgy „kelnek életre”, és úgy mozognak, mintha állnának. A pár látszólag újrajátssza kapcsolatukat, kezdve az első találkozásuktól, amikor a nő elejtette a sálját, a férfi pedig visszaadta neki. A pár egy ideig boldognak tűnik együtt, de ez a boldogság csak rövid ideig tart; a férfi rájön, hogy a nőnek volt egy szeretője. A nő ír valamit egy papírra, és amikor a férfi elolvassa, dühös lesz, de megbocsát a nőnek, és újra fellángol a szenvedély, amit a baleset előtt éreztek. Amikor Adele utoljára elénekli a refrént, a pár a járdán táncol a bámészkodókkal körülvéve, akik most szintén táncolnak. A férfi és a nő kecsesen és bensőségesen táncol, de minden örömük ellenére mégis csak két test marad, akik mozdulatlanul fekszenek a járdán, majd a mentők különböző irányokba tolják el őket.

### Fogadtatás
A dal videóklipje 2008-ban jelölést kapott A legjobb koreográfiáért járó MTV Video Music Awards-díjra. A klip 2008. december 20-án a VH1 „Top 40 of 2008” listáján a 26. helyet szerezte meg.[forrás?]

## Élő előadások
Adele 2007. december 7-én mutatta be a dalt a Friday Night with Jonathan Ross című műsorban. Előadta a dalt 2008. március 20-án a Hotel Cafe-ban. Ez az élő előadás a 19 album akusztikus változatának részeként került rögzítésre. A dalt a Late Show with David Letterman című műsorban ismét előadta 2008. június 16-án. Ugyanezen a napon a Billboard irodájában is előadta a dalt. A dalt 2008. szeptember 3-án élőben adta elő a The View című műsorban. A Chasing Pavements című dalt a Cold Shoulderrel együtt a Saturday Night Live-ban is előadta 2008. október 18-án. 2008. december 10-én fellépett vele a The Ellen DeGeneres Show-ban. A dalt 2008. december 31-én a Jools Annual Hootenanny című műsorában adta elő. A dalt a Sugarlanddel együtt adta elő az 51. Grammy-díjátadón 2009. február 8-án. 2009. március 24-én a Dancing with the Stars című műsorban újra előadta.

## A kislemez dalai
UK – CD és 7-inch vinyl
1. Chasing Pavements (Adele, Eg White) – 3:31
2. That’s It, I Quit, I’m Movin’ On (live) (Sam Cooke) – 2:12

## Közreműködők
Felvétel
- Felvétel a Compass Point stúdióban, Bahama-szigetek

Közreműködők
- Adele – dalszerző, vokál
- Eg White –dalszerző, producer, vonós hangszerelés
- Tom Elmhirst – hangmérnök
- Dan Parry – hangmérnök assisztens
- Steve Price – Vonós hangmérnök
- London Studio Orchestra – vonós hangszerek
- Perry Montague – vonós hangszerek

## Helyezések
| Lista (2008–2021)                      | Legjobb helyezés |
| -------------------------------------- | ---------------- |
| Ausztria (Ö3 Austria Top 40)           | 56               |
| Belgium (Ultratop 50 Flanders)         | 10               |
| Belgium (Ultratop 50 Wallonia)         | 21               |
| Kanada (Canadian Hot 100)              | 28               |
| Csehország (Rádio Top 100)             | 27               |
| Dánia (Tracklisten Top 40)             | 8                |
| European Hot 100 Singles (Billboard)   | 8                |
| Finnország (Latauslista)               | 15               |
| Franciaország (Single Top 100)         | 180              |
| Németország (Media Control Charts)     | 46               |
| Global 200 (Billboard)                 | 113              |
| Írország (IRMA)                        | 7                |
| Izrael (Media Forest)                  | 4                |
| Olaszország (FIMI)                     | 7                |
| Japán (Japan Hot 100)                  | 4                |
| Hollandia (Top 40)                     | 9                |
| Hollandia (Single Top 100)             | 3                |
| Norvégia (VG-lista)                    | 1                |
| Skócia (Scottish Singles Top 40)       | 2                |
| Szlovákia (Rádio Top 100)              | 51               |
| Svédország (Sverigetopplistan)         | 37               |
| Egyesült Királyság (UK Singles Chart)  | 2                |
| Egyesült Királyság (UK Indie Chart)    | 1                |
| US Billboard Hot 100                   | 21               |
| US Adult Alternative Songs (Billboard) | 25               |
| US Adult Contemporary (Billboard)      | 23               |
| US Adult Top 40 (Billboard)            | 16               |

| Lista (2008)                         | Helyezés |
| ------------------------------------ | -------- |
| Belgium (Ultratop 50 Flanders)       | 27       |
| European Hot 100 Singles (Billboard) | 53       |
| Japán (Japan Hot 100)                | 54       |
| Hollandia (Dutch Top 40)             | 46       |
| Hollandia (Single Top 100)           | 36       |
| Egyesült Királyság (OCC)             | 27       |

## Minősítések és eladási adatok
| Régió | Minősítés  | Eladott példányszám |
| --- | ---------- | ------------------- |
| Brazília (Pro-Música Brasil)                                                                                            | arany      | 30 000‡             |
| Kanada (Music Canada)                                                                                                   | 3× platina | 240 000‡            |
| Dánia (IFPI Denmark) | platina    | 90 000‡             |
| Olaszország (FIMI) | arany      | 10 000*             |
| Norvégia (IFPI Norway)                                                                                                  | arany      | 5 000*              |
| Egyesült Királyság (BPI)                                                                                                | 2× platina | 1 200 000‡          |
| Egyesült Államok (RIAA)                                                                                                 | platina    | 1 000 000*          |
| * Eladási példányszámok kizárólag a minősítés alapján. ‡ Eladási+streaming példányszámok kizárólag a minősítés alapján. |            |                     |

## Fordítás
Ez a szócikk részben vagy egészben  a   Chasing Pavements című angol Wikipédia-szócikk fordításán alapul.  Az eredeti cikk szerkesztőit annak laptörténete sorolja fel. Ez a jelzés csupán a megfogalmazás eredetét és a szerzői jogokat jelzi, nem szolgál a cikkben szereplő információk forrásmegjelöléseként.

## Forrás
1. ↑  ADELE: Music. Adele.tv, 2025. március 20. [2014. február 22-i dátummal az eredetiből archiválva]. (Hozzáférés: 2014. július 16.)
2. ↑  Rolling Stone Staff: Every Adele Song, Ranked. Rolling Stone, 2021. december 9. (Hozzáférés: 2023. szeptember 30.) „...Adele harnessed those inflamed, conflicting emotions and transformed them into sublime pop.”
3. 1 2 3 4 5 6  Benitez-Eves, Tina: The Meaning Behind the Heartbreaking Lyrics of Adele's "Chasing Pavements" (amerikai angol nyelven). American Songwriter , 2022. április 21. (Hozzáférés: 2023. november 9.)
4. 1 2 3 4  Adele Reveals The Stories Behind Her Hit Lyrics & Deep Dives Into Her Life | Life In Lyrics | ELLE, <https://www.youtube.com/watch?v=H1wjMGosYa8>. Hozzáférés ideje: 2023-11-12
5. ↑  Chasing Pavements: Revisiting Adele's first top 10 single 15 years on | Virgin Radio UK (angol nyelven). virginradio.co.uk , 2023. január 13. (Hozzáférés: 2023. november 13.)
6. ↑  Adele's Debut Album '19' Turns 15 | Read the Anniversary Tribute (amerikai angol nyelven). Albumism , 2023. január 27. (Hozzáférés: 2023. november 9.)
7. 1 2  Harding, Cortney: Chasing Adele (amerikai angol nyelven). Billboard, 2008. június 13. (Hozzáférés: 2023. november 13.)
8. ↑  Arnold, Chuck: Every Adele Song Ranked: Critic's Picks. Billboard, 2020. május 5. (Hozzáférés: 2021. március 12.)
9. ↑  Spanos, Brittany: Readers' Poll: The 10 Best Adele Songs. Rolling Stone, 2015. november 12. (Hozzáférés: 2021. március 12.)
10. ↑  Petridis, Alexis: Adele – every song ranked!. The Guardian , 2020. október 22. (Hozzáférés: 2021. március 12.)
11. ↑  Monroe, Jazz: Adele: Her 10 best songs. NME , 2015. május 1. (Hozzáférés: 2021. március 12.)
12. ↑  Sager, Jessica: Rolling in the Deep Cuts! These Are the 25 Best Adele Songs Ever (Including 5 New Tracks From 30!). Parade, 2021. november 19. (Hozzáférés: 2022. október 28.)
13. ↑  Benitez-Eves, Tina: Top 10 Adele Songs. American Songwriter, 2022. október 22. (Hozzáférés: 2022. október 28.)
14. ↑  CHASING PAVEMENTS (angol nyelven). Official Charts , 2008. január 26. (Hozzáférés: 2023. november 10.)
15. 1 2  Coldplay and Adele snag VMA nods Virgin Media 28 August 2008. Musicnews.virginmedia.com, 2025. március 20. (Hozzáférés: 2011. szeptember 6.)
16. ↑  Official Singles Chart Top 100. Official Charts Company. (Hozzáférés: 2021. április 18.)
17. 1 2  "Adele: Artist Chart History". Official Charts Company.
18. ↑  Griffiths, George: Adele's Official Top 20 biggest songs revealed. Official Charts Company, 2021. október 14. (Hozzáférés: 2021. október 14.)
19. 1 2   "Adele Chart History (Canadian Hot 100)". Billboard.
20. 1 2  Canadian single   certifications – Adele – Chasing Pavements. Music Canada. (Hozzáférés: 2023. május 11.)
21. 1 2  "Norwegiancharts.com – Adele – Chasing Pavements". VG-lista.
22. 1 2  "Archive Chart". Scottish Singles Top 40.
23. 1 2  Media Forest: Airplay chart. mako.com/mediaforest.biz, 2008. október 16.
24. 1 2  Chasing Pavements – Adele (japán nyelven). billboard-japan.com , 2008. március 12. (Hozzáférés: 2023. április 11.)
25. 1 2  Discography Adele. irishcharts.com, 2025. március 20. (Hozzáférés: 2011. február 20.)
26. 1 2  Adele – Chasing Pavements. italiancharts.com, 2025. március 20. (Hozzáférés: 2011. február 20.)
27. 1 2  "Danishcharts.com – Adele – Chasing Pavements". Tracklisten.
28. 1 2  "Nederlandse Top 40 – Adele search results" (holland nyelven) Dutch Top 40.
29. 1 2  "Ultratop.be – Adele – Chasing Pavements" (holland nyelven). Ultratop 50.
30. 1 2  Danish single   certifications – Adele – Chasing Pavements. IFPI Denmark. (Hozzáférés: 2023. január 31.)
31. 1 2  Italian single   certifications – Adele – Chasing Pavements (olasz nyelven). Federazione Industria Musicale Italiana Válaszd ki a(z) "2008". évet az "Anno" lenyíló menüben. Válaszd ki a(z) "Chasing Pavements" kiadványt a "Filtra" mezőben. Válaszd ki a(z) "Singoli online" a "Sezione" alatt.
32. 1 2  IFPI Norsk platebransje Trofeer 1993–2011 (norvég nyelven). IFPI Norway. (Hozzáférés: 2021. november 11.)
33. 1 2   "Adele Chart History (Hot 100)". Billboard.
34. 1 2  American single   certifications – Adele – Chasing Pavements. Amerikai Hanglemezgyártók Szövetsége Ha szükséges, kattints ide Advanced, kattints ide Format, válaszd ki Single,  kattints ide SEARCH.
35. ↑  Trust, Gary: Adele's 'Someone Like You' Atop Hot 100, Passes 2 Million Downloads. Billboard, 2011. október 12. (Hozzáférés: 2021. április 18.)
36. ↑  The 51st Annual Grammy Awards Nominations List 3 December 2008 Archiválva 2008. december 4-i dátummal a Wayback Machine-ben.
37. ↑  2008 MTV Video Music Awards. MTV. [2009. december 14-i dátummal az eredetiből archiválva]. (Hozzáférés: 2015. július 8.)
38. ↑  mtvU Woodie Awards 2008. MTV. [2015. augusztus 2-i dátummal az eredetiből archiválva]. (Hozzáférés: 2015. július 8.)
39. ↑  2009 BMI London Awards. Broadcast Music, Inc., 2009. október 6. [2013. június 7-i dátummal az eredetiből archiválva]. (Hozzáférés: 2013. június 27.)
40. ↑  „Full list of awards and nominees for 2009 Brit Awards”, Independent, 2009. január 20.. [2009. január 24-i dátummal az eredetiből archiválva] (Hozzáférés: 2013. március 25.)
41. ↑  „Grammy 2009 Winners List”, MTV, 2009. február 8.. [2014. május 2-i dátummal az eredetiből archiválva] (Hozzáférés: 2013. június 30.)
42. ↑  Wells, Meg. „Anatomy of a Music Video: Chasing Pavements”, Flux, 2008. június 3.. [2013. november 6-i dátummal az eredetiből archiválva] (Hozzáférés: 2012. február 15.)
43. ↑  Music Video News: NEW RELEASE: Adele "Chasing Pavements". Video Static, 2008. január 7. [2012. október 28-i dátummal az eredetiből archiválva]. (Hozzáférés: 2013. március 5.)
44. ↑  „Jonathan Ross welcomes Lucas, Walliams, Seinfeld and Zellweger”, 2007. december 7.. [2008. január 12-i dátummal az eredetiből archiválva] (Hozzáférés: 2008. január 27.)
45. ↑  An Evening with Adele, 2023-08-24, <https://en.wikipedia.org/w/index.php?title=An_Evening_with_Adele&oldid=1172056197>. Hozzáférés ideje: 2023-11-14
46. ↑  Adele Performs "Chasing Pavement" Live On Letterman, <https://www.youtube.com/watch?v=MPOR4Do0Bc4>. Hozzáférés ideje: 2023-11-14
47. ↑  Adele - "Chasing Pavements" LIVE from the ARCHIVE, <https://www.youtube.com/watch?v=hY_xO1DGfmw>. Hozzáférés ideje: 2023-11-14
48. ↑  Adele on The View 9-3-2008, <https://www.youtube.com/watch?v=x0LJY7uzE5U>. Hozzáférés ideje: 2023-11-14
49. ↑  King, Don Roy & Taccone, Jorma (2008-10-18), Josh Brolin/Adele, Saturday Night Live, <https://www.imdb.com/title/tt1294054/>. Hozzáférés ideje: 2023-11-14
50. ↑  Adele - Chasing Pavements on The Ellen DeGeneres Show (10 Dec. 2008), <https://www.youtube.com/watch?v=g8y2ok5QDpo>. Hozzáférés ideje: 2023-11-14
51. ↑  Adele - Chasing Pavements (Jools' Annual Hootenanny - 2008), <https://www.youtube.com/watch?v=s89QPK0hoMk>. Hozzáférés ideje: 2023-11-14
52. ↑  Betts, Stephen L.: Watch Sugarland and Adele's Grammy Vocal Duel (amerikai angol nyelven). Rolling Stone, 2015. március 20. (Hozzáférés: 2023. november 14.)
53. ↑  Adele - Chasing Pavements (Live at Dancing with the Stars US 2009), <https://www.youtube.com/watch?v=e2aRd7TLXbM>. Hozzáférés ideje: 2023-11-14
54. ↑  "Adele – Chasing Pavements – Austriancharts.at" (német nyelven). Ö3 Austria Top 40.
55. ↑  "Ultratop.be – Adele – Chasing Pavements" (francia nyelven). Ultratop 50.
56. ↑  "ČNS IFPI" (cseh nyelven). Hitparáda – Radio Top 100 Oficiální. IFPI Czech Republic. Megjegyzés: a keresésnél válaszd ki a 200818 hetet!.
57. ↑   Hits of the World: Eurocharts, 55. o. (2008. február 2.)
58. ↑  "Adele: Chasing Pavements" (finn nyelven). Musiikkituottajat – IFPI Finland.
59. ↑  "Lescharts.com – Adele – Chasing Pavements" (francia nyelven). Les classement single.
60. ↑  "Germancharts.de – Adele – Chasing Pavements" (német nyelven). Media Control Charts. PhonoNet GmbH.
61. ↑   "Adele Chart History (Global 200)". Billboard.
62. ↑  "Dutchcharts.nl – Adele – Chasing Pavements" (holland nyelven). Single Top 100.
63. ↑  "SNS IFPI" (szlovák nyelven). Hitparáda – Radio Top 100 Oficiálna. IFPI Czech Republic. Megjegyzés: a keresésnél válaszd ki a 200822 hetet!.
64. ↑  "Swedishcharts.com – Adele – Chasing Pavements". Singles Top 60.
65. ↑  "Official Independent Singles Chart Top 50". Official Charts Company.
66. ↑   "Adele Chart History (Adult Alternative Songs)". Billboard.
67. ↑   "Adele Chart History (Adult Contemporary)". Billboard.
68. ↑   "Adele Chart History (Adult Pop Songs)". Billboard.
69. ↑  Jaaroverzichten 2008. Ultratop. (Hozzáférés: 2020. április 16.)
70. ↑  Year End Charts: European Hot 100 Singles. Billboard. [2012. október 4-i dátummal az eredetiből archiválva]. (Hozzáférés: 2022. január 10.)
71. ↑  Japan Hot 100 – Year-End 2008 (japán nyelven). Billboard Japan. (Hozzáférés: 2020. április 16.)
72. ↑  Top 100-Jaaroverzicht van 2008. Dutch Top 40. (Hozzáférés: 2020. április 16.)
73. ↑  Jaaroverzichten – Single 2008 (holland nyelven). MegaCharts. (Hozzáférés: 2020. április 16.)
74. ↑  Official Singles Chart : 2008. Ukchartsplus.co.uk. (Hozzáférés: 2014. július 16.)
75. ↑  Brazilian single   certifications – Adele – Chasing Pavements (portugál nyelven). Pro-Música Brasil. (Hozzáférés: 2023. január 4.)
76. ↑  British single   certifications – Adele – Chasing Pavements. Brit Hanglemezgyártók Szövetsége. (Hozzáférés: 2022. július 1.)